# Polo (cartografía)

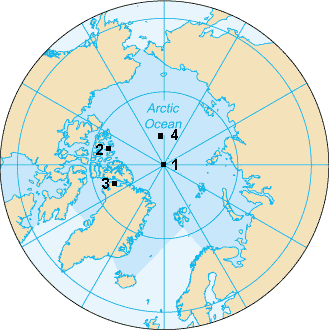
"Polos norte" 1- geográfico, 2- magnético, 3- geomagnético 4- de inaccesibilidad.

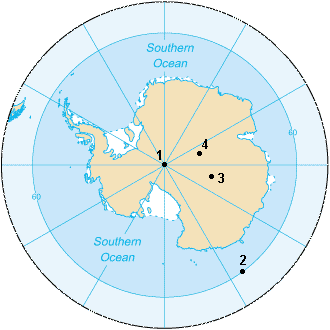
"Polos sur" 1- geográfico, 2- magnético, 3- geomagnético 4- de inaccesibilidad.

En el ámbito de la geografía se definen como polos cartográficos a determinados puntos fijos sobre la superficie de un planeta u otro cuerpo rotante en la ubicación aproximada de la zona en la que se desplazan y varían los polos geográficos (ver explicación en la sección siguiente). Estos polos cartográficos son los puntos en los cuales se intersecan los grandes círculos de longitud.  De esta manera se dispone de coordenadas exactas e invariables. 

## Variación de la ubicación de polos geográficos
Los polos geográficos son los dos puntos de la superficie terrestre en la superficie de un planeta que rota (u otro cuerpo rotatorio) que son atravesados por el eje de rotación. El polo norte geográfico de un cuerpo se encuentra a una latitud geográfica de 90 grados al norte del ecuador, mientras que el polo sur geográfico se encuentra a 90 grados al sur del ecuador. Al ser los puntos donde coinciden todos los meridianos, los polos no tienen longitud geográfica.
Es posible que los polos geográficos "se desplacen" un poco en forma relativa a la superficie del cuerpo a causas de perturbaciones en la rotación. Los polos norte y sur físicos reales de la Tierra varían cíclicamente de posición unos pocos metros a lo largo de un período de unos pocos años. Este fenómeno es distinto de la denominada precesión de los equinoccios de la Tierra, en el cual el ángulo del planeta (tanto el eje como su superficie, moviéndose al unísono) varia lentamente a lo largo de periodos del orden de decenas de miles de años.
No se deben confundir los polos geográficos y los polos cartográficos con los polos magnéticos, que pudiera tener un planeta u otro cuerpo.
- Datos: Q183273
- Multimedia: Geographical poles / Q183273